# Middle of the Road (gruppo musicale)

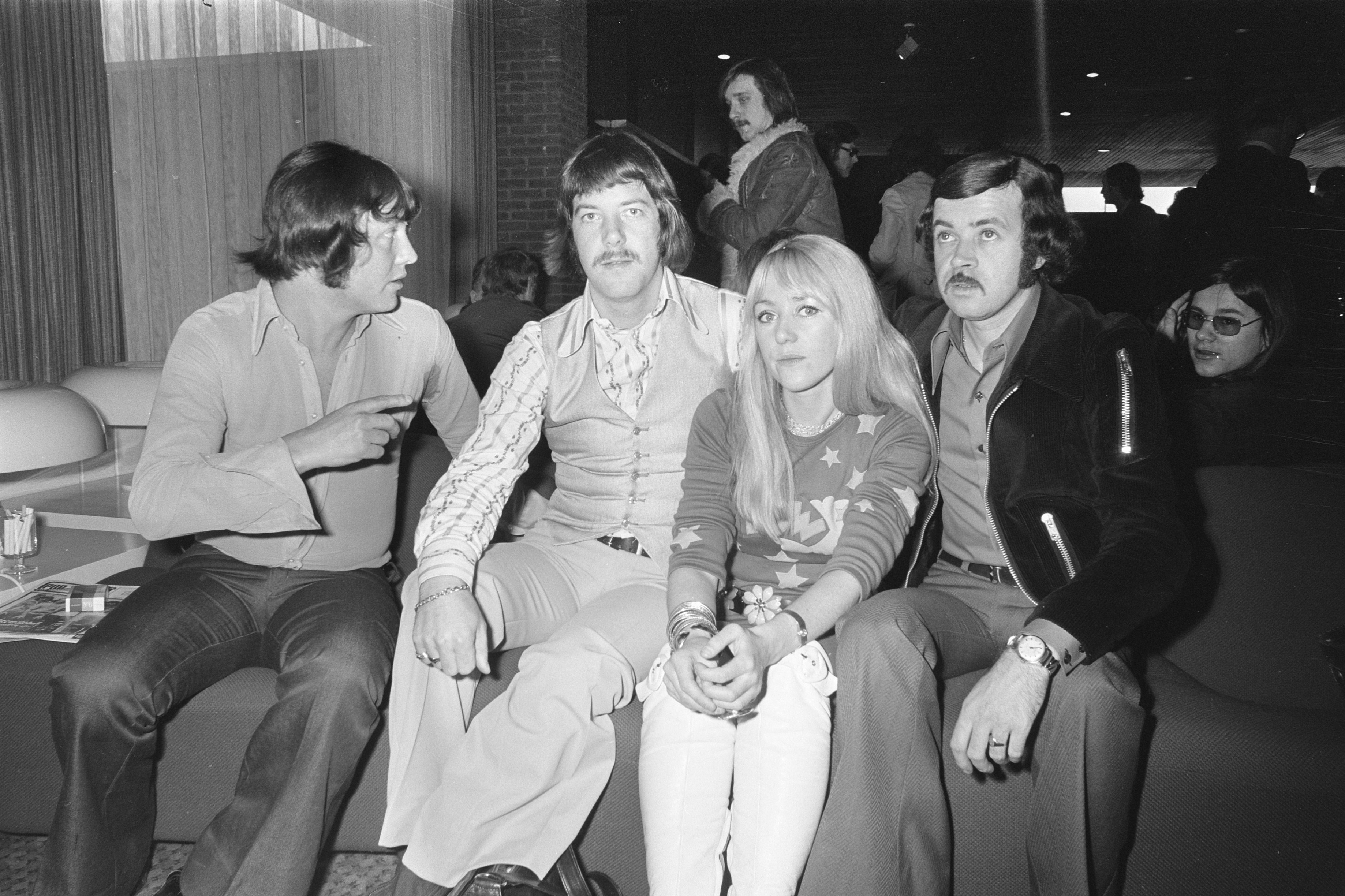
Middle of the Road, 1972.

I Middle of the Road erano un gruppo musicale scozzese composto da Sally Carr, Ken Andrew, Eric McCredie e Ian McCredie, famoso in Europa nei primi anni settanta.

## Storia del gruppo
Alla fine degli anni sessanta i Middle of the Road sono uno dei tanti gruppi stranieri che cercano il successo in Italia sull'onda della cosiddetta british invasion; dopo alcune esibizioni vengono scoperti dai fratelli Mario e Giosy Capuano che propongono loro un contratto con la RCA Italiana. La cantante Sally Carr ha una voce identica a quella della cantante australiana Kylie Minogue.
Il debutto non avviene però con un loro disco: suonano come session men nelle due canzoni scritte da Armando Trovajoli per Sophia Loren, Anyone e There's a Star (in quest'ultima collabora anche Carlo Pes) e contenute nella colonna sonora del film La moglie del prete.
Vengono poi messi in contatto con Giacomo Tosti che diventa il loro produttore: iniziano quindi ad incidere una serie di 45 giri (il primo viene pubblicato ad ottobre del 1970) che ottengono molto successo in Italia e un discreto successo in Europa (tre canzoni, "Chirpy Chirpy Cheep Cheep", "Tweedle Dee Tweedle Dum" e "Soley Soley", entrano anche nella classifica inglese).
La particolarità è che le canzoni sono italianissime: prodotte da Tosti, le musiche sono scritte dai fratelli Capuano, Mario firma gli arrangiamenti ed i testi sono di Lally Stott, l'ex cantante dei Motowns e Giuseppe Cassia.
Altri successi di quegli anni sono "Sacramento (A Wonderful Town)", "Samson and Delilah", "Bottom's Up" e "The Talk of All the USA" che, pur non ripetendo l'exploit dei primi dischi, entrano in classifica in alcuni paesi nordeuropei come la Germania e l'Olanda.
Nel 1971 accompagnano Jordan al Festival di Sanremo ne Lo schiaffo.
Nello stesso anno partecipano ad uno spot pubblicitario per il lancio della Fiat 127 con la canzone Tweedle Dee Tweedle Dum.
Hanno partecipato al Festival di Sanremo 1974 con Sole giallo, scritta da Pino Donaggio per la musica e da Maurizio Piccoli per il testo (la canzone sul lato B, Italy, è scritta invece dai fratelli La Bionda).
Hanno continuato l'attività fino agli anni ottanta.
Reunion del gruppo nel 2016 per un concerto a Berlino.

## Discografia

### 33 giri
- 1970 - Chirpy Chirpy Cheep Cheep (RCA Italiana, PSL 10488)
- 1972 - Acceleration (RCA Italiana)
- 1973 - Drive On (RCA Victor, LSP 34164)
- 1973 - Music Music (Ariola, 87 260)
- 1974 - Postcard (Ariola, 88 487)
- 1974 - Middle Of The Road (Ariola, 88 897)
- 1980 - Black gold (Dig-It)

### 45 giri
- Ottobre 1970 - Chirpy Chirpy Cheep Cheep/Rainin' 'n painin (RCA Italiana, PM 3547)
- Marzo 1971 - Tweedle dee tweedle dum/Give it time (RCA Italiana, PM 3580)
- Luglio 1971 - Soley soley/To remind me (RCA Italiana, PM 3599)
- Settembre 1971 - Sacramento/Love sweet love (RCA Italiana, PM 3626)
- Novembre 1971 -  Samson and Delilah/The talk of all the U.S.A. (RCA Victor, IN 2313)
- 1973 -  Samba d'amour/Winter's sun (Ariola, AT 12 990)
- 1974 -  Sole giallo/Italy (Ariola)
- 1974 -  Rockin' soul/Gone's the time (Ariola, AT 13 327)
- 1981 -  Medley (Sacramento-Tweedle dee tweedle dum-Chirpy, chirpy, cheep, cheep-.../Postcard) (Delta Records)